# Hercule Lavoie
Hercule Lavoie (vor 1918 – nach 1929) war ein kanadischer Opernsänger (Bariton).

## Leben und Wirken
Die Lebensdaten Lavoies sind nicht bekannt. Er gehörte 1918 zu den Gründungsmitgliedern der Association des chanteurs de Montréal. 1919 gründete er mit Émile Gour, Joseph-Henri Thibodeau und Ulysse Paquin das Quatuor de Montréal, ein Quartett, mit dem er religiöse Lieder und Folkmusik sang.
Ab 1919 war er als Opernsänger aktiv. Er trat mit Sarah Fischer und Cédia Brault in Carmen auf, sang den Frédéric in Lakmé und den Valentin in Faust. In den 1920er Jahren führte er mit der Société canadienne d'opérette u. a. Les Moulins qui chantent (1923), Rêve de valse (1924), La Hussarde (1926), Le Beau Voyage (1926) und Le Roman de Suzon (1926) von Henri Miro sowie die Les pêcheurs de perles (1929) von Bizet auf. An der Uraufführung von Miros Vox populi unter Leitung von Jean Goulet (1928) war er als Solist beteiligt.
Als Liedsänger trat Lavoie in den 1920er Jahren mit Marie-Anne Asselin, Émile Gour, Blanche Gauthier und Germain Lefebvre in Montreal und anderen Städten der Provinz Quebec auf. 1923 gab er mit der Sopranistin Camille Bernard und Aldéa Lussier am Klavier ein Konzert in der Salle Lafontaine. 1921 wirkte er mit Hector Pellerin, Alexandre Desmarteaux und Blanche Gauthier an einer der ersten Sendungen des Rundfunksenders CKAC mit.
Mit der Truppe Concerts lyriques Frontenac, der Émile Gour, Jeanne Maubourg, Armand Gauthier und Léonide Létourneux angehörten, führte er im Rundfunk Auszüge aus Opern wie Miros Lolita, Armand Robis Les Cloches de Corneville und Carmen auf.
Ab 1924 nahm Lavoie etwa 70 populäre Songs für die Starr Company auf, darunter zahlreiche Titel Roméo Beaudrys wie L'amour se souvient, J'ai toujours vingt ans, La Chanson du prisonnier, Ange de mon berceau und Ne fais jamais pleurer ta mère. Folksongs und religiöse Lieder nahm er 1928 mit dem Quatuor Notre-Dame (mit Émile Gour, Charles-Émile Brodeur und Paul Mireault) auf.